# 保田博
保田 博（やすだ ひろし、1932年5月14日 - ）は、日本の大蔵官僚。元大蔵事務次官、初代国際協力銀行総裁。

## 来歴
広島県呉市（江田島）出身。父は呉海軍工廠技官。呉市立二河国民学校を経て、呉第一中学校（のちの呉三津田高校）入学。高校時代テニス選手で広島県ベスト4だったが、肋膜炎を患い高校3年夏に休学。翌年、留年に直面し下級生の組に編入されるのがイヤで都立日比谷高校の編入学試験に挑戦し合格した。日比谷高へ転校した後、東京大学文一入学。
東京大学法学部第2類（公法コース）を卒業後、法学部第1類（私法コース）へ内部学士入学し、国家六級職試験を通り、1957年、大蔵省入省。入省同期に、次官候補のライバルだった的場順三（内閣官房副長官、国土事務次官、内閣官房内閣内政審議室長）、内海孚（財務官）、森田一（衆議院議員、運輸大臣）、大山綱明（日本関税協会理事長、全国清涼飲料連合会会長、関税局長）、中田一男（OMCカード会長、北海道開発次官）、亀井敬之（泉州銀行頭取、大臣官房審議官）、山崎高司（日本総研副理事長、IMF理事、駐英公使）など。
1971年に主計局厚生係主査を経て、1973年に主計局企画官心得から福田赳夫蔵相秘書官に。博覧強記といわれるほど的確な情報を大臣答弁で流すことで知られていた。1974年、内閣審議室内閣審議官、1976年、主計局厚生労働担当主計官、同年12月には福田赳夫総理秘書官に。同秘書官には他に福田康夫、棚橋祐治、小和田恆ら。1979年に公共事業担当主計官として、運輸省が撤回を求めた航空運賃に通行税を上乗せ。栗林良光によると、厚生係主査と厚生労働担当主計官をしていた時の経験から、一例として生活保護費等の捻出のために、航空機等を利用する機会の多い金持ちを対象としていたという。
1981年に大臣官房文書課長で同期トップに躍り出て、1983年に主計局次長、1986年、近藤鉄雄長官の意向で経済企画庁長官官房長を、同じく経企庁総合計画局計画課長に出向していた西村吉正と共に二年間務めたが、大蔵次官コースへの指定席を歩み、1988年6月15日、大蔵省大臣官房長、1990年6月、主計局長就任、1991年6月から1992年6月まで大蔵事務次官を務めた。
主計官時代には各省の予算を厳しく査定し「ブッタ切りのヤスさん」の異名をとった。無頼派と呼ばれ、東京湾横断道路、関西新国際空港などの大プロジェクトを軒並みゼロ査定した。しかし80年代、バブル期の時価つり上げに一役かった不動産業者に、争って融資した金融機関を放置していた大蔵省への批判は強く、1991年7月の事務次官就任直後に野村、大和、日興、山一の大手証券4社の損失補填など一連の"証券スキャンダル"と巷間騒がれた証券不祥事が表面化し大蔵省への批判はさらに強くなり、さらに富士・住友・東海・協和埼玉などの銀行不正融資問題も発覚し、金融界への不信感も出て収拾に奔走する事となった。
これらの問題では、最終的に監督責任を取って橋本龍太郎蔵相、保田、松野允彦証券局長（1960年入省）らが減給、訓告処分を受け、他に中平幸典証券局担当審議官、堀田隆夫証券局業務課長らも訓告処分を受けるなど、官界では異例の自らの行政の誤謬を認めた形となった。また橋本蔵相辞任の際、保田も辞意表明をしたが慰留された形となった。ただしこれらの一連の処分は、斎藤次郎主計局長、濱本英輔主税局長らを留任させ、小村武は経企庁官房長に栄転、涌井洋治は筆頭主計局次長に、中平幸典も国際金融局次長からミュンヘン・サミット後に局長に昇格させる一方、銀行局・証券局の主要人事は総入替したが、当時総務審議官から小川是を証券局長に起用するなど、省内“人材銀行”としての主計局出身者を中心とする人事には手をつけず、さらに戦力低下を招かぬよう実質的に巧妙に各局人事を強化したものだったといわれた。
また土田正顕前銀行局長の後任には、同じ小石川高出身、かつ業態別子会社相互参入方式という"中途半端"ながらも金融界の垣根を取り払う金融制度改革を仕上げた上述松野允彦が予定されていたが、証券業界大手4社なかんずくガリバー野村證券との関係が悪化していた市場主義的な松野を、保田次官が退官時、自らと共に退官させた。代わって証券局長に上述小川是が、銀行局長に寺村信行が充てられた。
退官後は、財政金融研究所官民役割分担研究会長。主計畑一筋で海外留学・勤務のいずれもまったく経験が無く、主に主計・官房畑を歩んできた自称「国内派」だったが1994年5月、予想もしていなかった日本の国際資金援助機関・日本輸出入銀行総裁に就任。のちに海外経済協力基金と合併したため、初代国際協力銀行総裁に就任、2001年6月まで務めた。一時広島県知事候補に推す声もあったが、その後2001年9月から関西電力株式会社顧問、2002年9月から読売国際経済懇話会理事長、2002年7月から日本投資保護基金初代理事長、2004年6月から株式会社資生堂社外監査役、2004年8月から財団法人資本市場振興財団理事長、2007年6月から株式会社カプコン社外取締役を務めている。2018年6月にカプコン社外取締役を退任。その他に、日本法制学会2代目会長、日比谷高校如蘭会会長、日中産官学交流機構特別顧問、産業遺産国民会議代表理事など。
2008年3月の日銀総裁候補の国会提示でも、長岡實 - 吉野良彦 - 保田博の大蔵次官経験者の主流ラインは、武藤敏郎の後の田波耕治の総裁候補指名にも、福田康夫首相と保田との福田赳夫総理秘書官時代の関係からその名が取りざたされた。
2017年秋の叙勲で瑞宝重光章を受章。

## 略歴
- 1957年4月　大蔵省入省（理財局総務課）
- 1959年6月　中国財務局理財部
- 1960年6月　東京国税局調査査察部
- 1961年6月　主計局総務課
- 1962年7月　主計局総務課企画係長[11]
- 1964年7月　泉大津税務署長
- 1965年7月　農林省農林経済局総務課課長補佐
- 1967年8月　主計局総務課課長補佐
- 1968年7月  主計局主計官補佐（公共事業総括、公共事業一係主査）
- 1971年7月　主計局主計官補佐（厚生一、二係主査）
- 1973年10月　主計局主計企画官
- 1973年11月　大蔵大臣秘書官事務取扱
- 1974年7月　東京国税局間税部長
- 1974年12月　大臣官房付兼内閣審議官
- 1976年7月　主計局主計官（厚生、労働担当）
- 1977年1月　内閣総理大臣秘書官事務取扱
- 1978年12月　理財局資金第二課長
- 1979年7月　主計局主計官（建設、公共事業担当）
- 1981年6月　大臣官房文書課長
- 1983年6月　主計局次長
- 1986年6月　経済企画庁長官官房長
- 1988年6月　大臣官房長
- 1990年6月　主計局長
- 1991年6月　大蔵事務次官
- 1992年6月　退官